# Anti Anti Generation
Anti Anti Generation (estilizado como ANTI ANTI GENERATION) é o nono álbum de estúdio da banda de rock japonesa RADWIMPS, lançado no dia 12 de dezembro de 2018 pelo selo fonográfico EMI Records, uma divisão da Universal Music Japan.
ANTI ANTI GENERATION alcançou o topo da Oricon Albums Chart no dia 24 de dezembro de 2018, repetindo o feito dos álbuns que o antecederam em 2016, Ningen Kaika e Kimi no Na wa, permanecendo na 1.ª posição por 37 semanas desde então. O álbum conta também com três faixas com participações especiais, sendo os artistas participantes o cantor Taka da banda ONE OK ROCK, o músico Tabu Zombie da banda SOIL & “PIMP” SESSIONS, o rapper Miyachi e a cantora Aimyon.

## Faixas
Todas as faixas foram escritas por Yojiro Noda.
| N.º            | Título | Duração |  |
| 1.             | "Anti Anti overture"                                                                                                 | 1:20    |  |
| 2.             | "Tazuna" | 3:23    |  |
| 3.             | "NEVER EVER ENDER" ("Nunca, jamais acabará")                                                                         | 5:31    |  |
| 4.             | "IKIJIBIKI" (Participação especial: Taka)                                                                            | 3:49    |  |
| 5.             | "Catharsist" (カタルシスト)                                                                                          | 4:02    |  |
| 6.             | "Sennō (Anti Anti Mix)" (洗脳 "Lavagem cerebral")                                                                    | 5:30    |  |
| 7.             | "Sokkenai" (そっけない)                                                                                              | 6:29    |  |
| 8.             | "Shukudai happyō -skit-" (宿題発表-skit- "Apresentação dos trabalhos de casa")                                       | 5:26    |  |
| 9.             | "PAPARAZZI ~*Kono Monogatari wa Fikushon desu~" (PAPARAZZI～＊この物語はフィクションです～ "Essa história é ficção") | 4:34    |  |
| 10.            | "HOCUSPOCUS" | 4:10    |  |
| 11.            | "Banzai Sensho" (万歳千唱)                                                                                           | 4:22    |  |
| 12.            | "I I U" | 3:02    |  |
| 13.            | "Nakidashi-sōda yo" (泣き出しそうだよ feat.あいみょん "Estou prestes a chorar", participação especial: Aimyon)       | 4:39    |  |
| 14.            | "TIE TONGUE" (Participação esécial: Miyachi e Tabu Zombie)                                                           | 4:21    |  |
| 15.            | "Mountain Top" ("Topo da Montanha")                                                                                  | 3:18    |  |
| 16.            | "Saihate Ai ni" (サイハテアイニ)                                                                                     | 3:41    |  |
| 17.            | "Seikai (18FES Version)" (最後の歌 "Resposta correta")                                                               | 5:57    |  |
| Duração total: | Duração total: | 70:10   |  |

## Créditos

### Integrantes
- Yojiro Noda - vocal, guitarra, piano
- Akira Kuwahara - guitarra
- Yusuke Takeda - baixo
- Satoshi Yamaguchi - bateria
- Mizuki Mori - bateria suporte